# Ricardo Acero
Ricardo García Pérez, más conocido como Ricardo Acero (Molinos de Razón, 31 de agosto de 1918 - Madrid, 1 de diciembre de 1986), fue un actor español.

## Biografía
Nació en 1918 en Molinos de Razón. En 1943, debuta en el cine con la película Canelita en rama, dirigida por Eduardo García Maroto. Este mismo año hace su segunda película, Ana María, dirigida por el director Florián Rey. También debuta en el teatro, actuando en el Teatro Cómico con la obra Don Juan Tenorio. Poco después actúa en la obra La gente dice que dicen.... Su última aparición fue en la obra Los extremeños se tocan de Muñoz Seca. 
El 1 de diciembre de 1986, muere en Madrid, siendo posteriormente incinerado.